# Lindos
Lindos (gr. Λίνδος) – miejscowość w Grecji, na wyspie Rodos, w administracji zdecentralizowanej Wyspy Egejskie, w regionie Wyspy Egejskie Południowe, w jednostce regionalnej Rodos, w gminie Rodos. W 2011 roku liczyła 819 mieszkańców. Podstawą utrzymania ludności jest turystyka, oparta na zabytkach, ale też wyróżniającą nawet w Grecji urodę kąpielisk, skalistych zatok i piaszczystych plaż.

## Historia
W starożytności należała do doryckiej Heksapolis, w skład której wchodziły także Halikarnas, Jalisos, Kamejros, Kos i Knidos. Mimo doryckiego pochodzenia kolonii, językiem tych miast był dialekt joński, o czym świadczą zachowane inskrypcje.
Według tradycji w 58 r. n.e. do niewielkiej zatoczki po południowej stronie akropolu, dziś znanej jako Zatoka Św. Pawła, przypłynął statek ze św. Pawłem Apostołem. Odtąd datuje się początki chrześcijaństwa na wyspie. Miejscowe, Muzeum Kościelne (Εκκλησιαστικό Μουσείο Λίνδου), zachwyca szczególnie bogatymi tematycznie, XV-wiecznymi polichromiami przyległej, czynnej liturgicznie świątyni bizantyjskiej pw. Matki Boskiej z Lindos (Παναγία της Λίνδου).

## Współcześnie
Podczas intensywnych prac archeologicznych odsłonięto na tamtejszym akropolu duży zespół świątynny z okresu klasycznego, w tym dorycką świątynię Ateny Lindia z IV w. n.e., odnaleziono też kronikę świątyni (99 r. p.n.e.). Z uwagi na bardzo zły stan techniczny, pozostałości świątyni rozebrano i częściowo zrekonstruowano ponownie. Trwają rekonstrukcje kolumnad także innych budowli, w tym propylejów, założeniem architektonicznym zbliżonych do Wielkiego Ołtarza Zeusa, eksponowanego w Muzeum Pergamońskim. Prócz okazałych murów obronnych, częściowo zachował się zespół wewnętrznej bramy, połączonej z pałacem rycerskim – niegdyś kwaterą lokalnego dowództwa Joannitów. U podnóża wiodących do nich schodów, wykuta w litej skale płaskorzeźba przedstawia, niemal naturalnych rozmiarów, dziób antycznego okrętu. Szczegóły trasy zwiedzania objaśniane są dwujęzycznymi, obszernymi tablicami informacyjnymi, a akropol ma status muzeum.

## Galeria

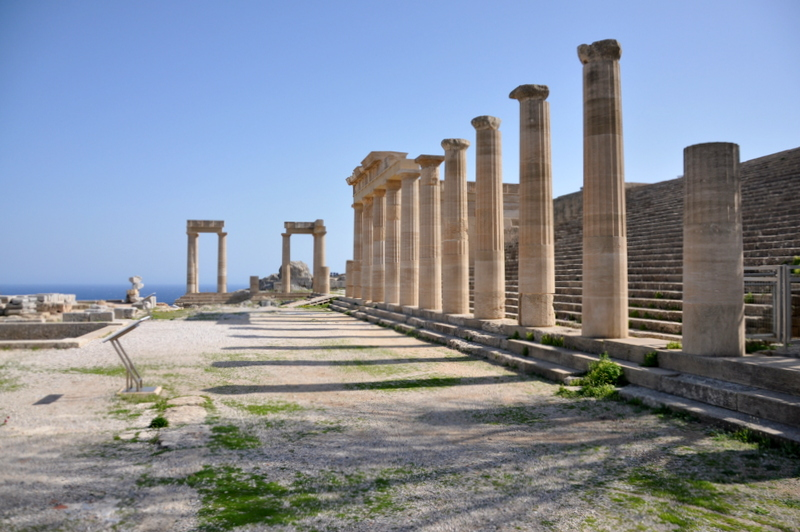
Część dawnych propylejów
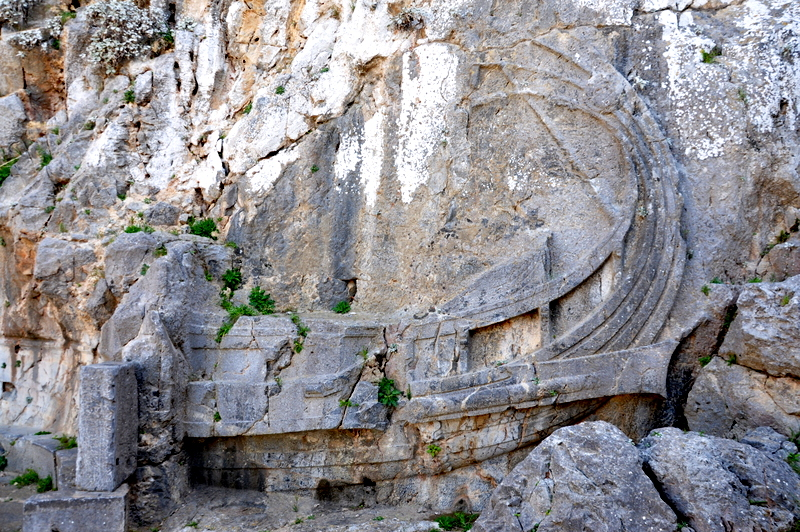
Wizerunek antycznego okrętu
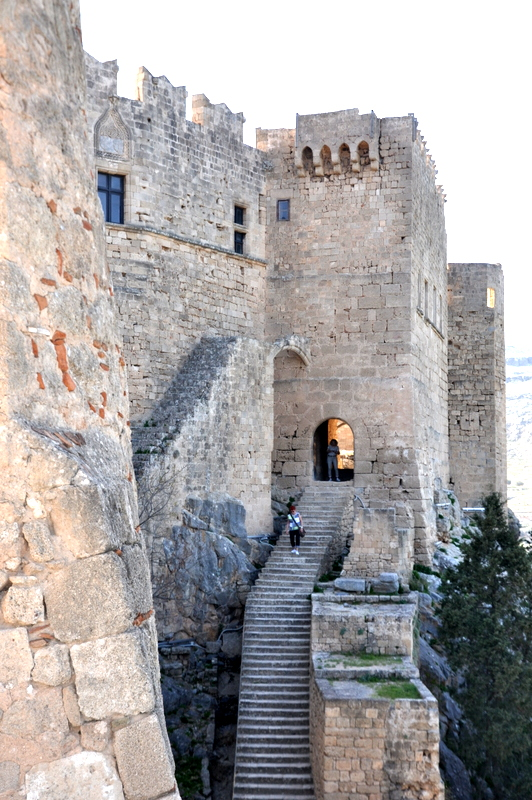
Brama i część pałacu Ioannitów
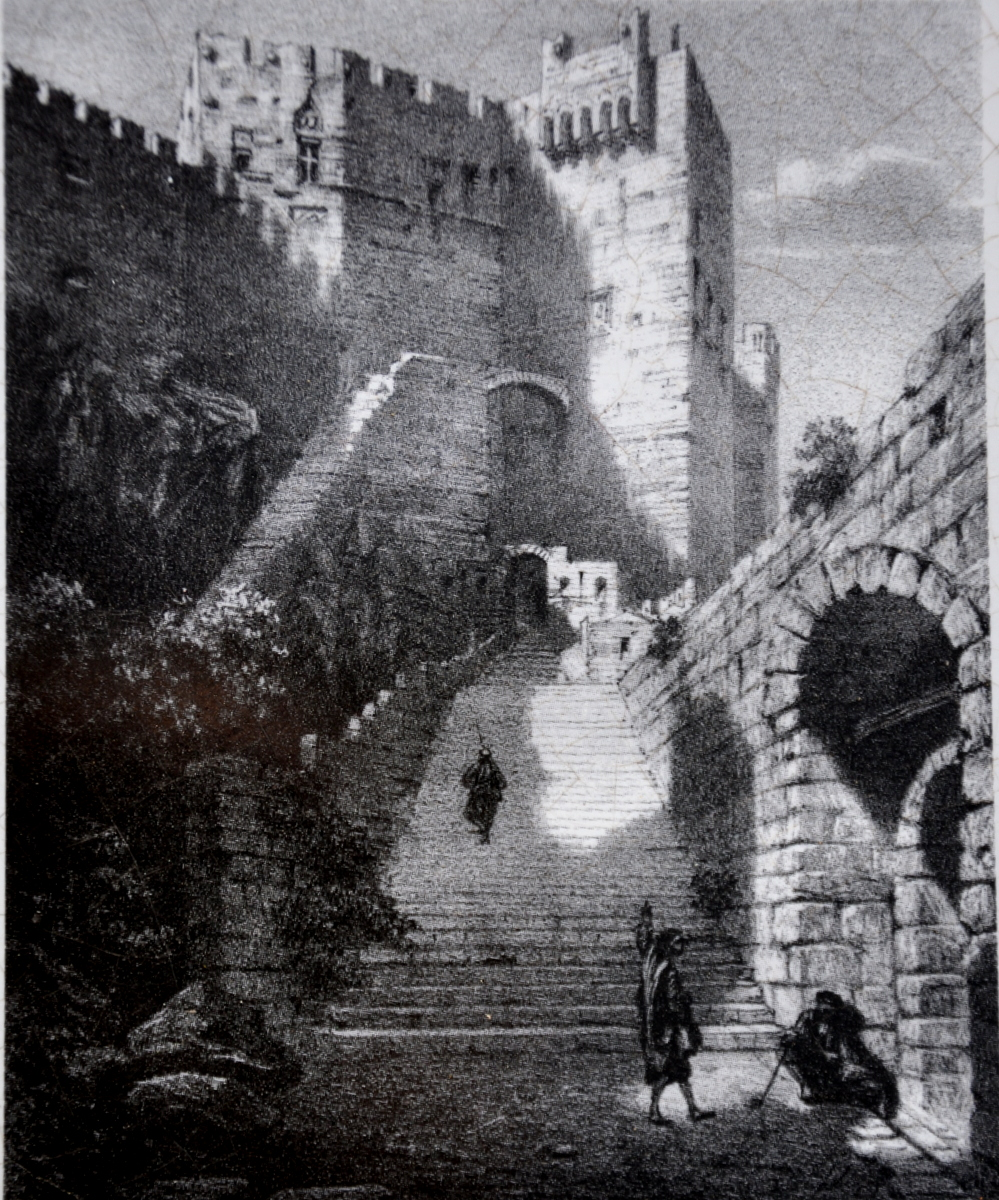
Rok 1864
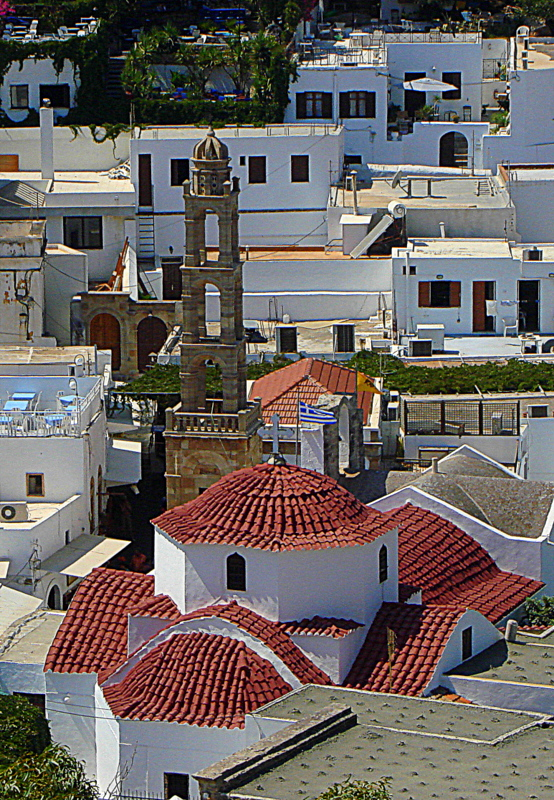
Kościół bizantyjski Panagia Lindou
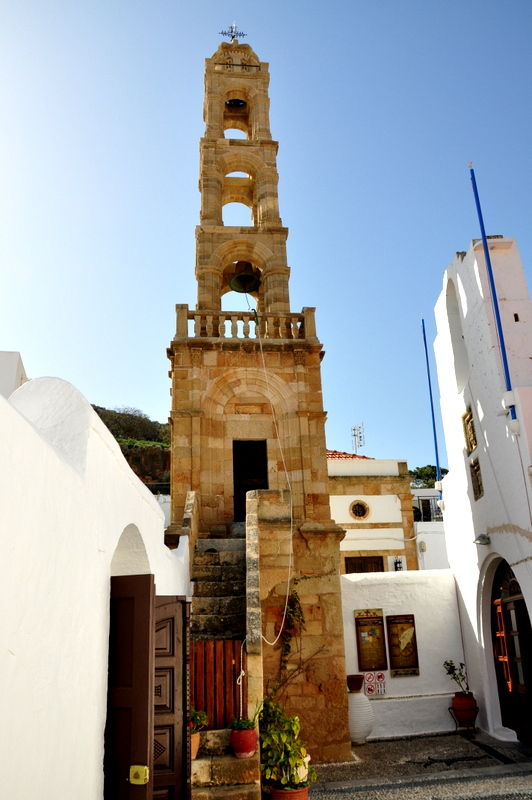
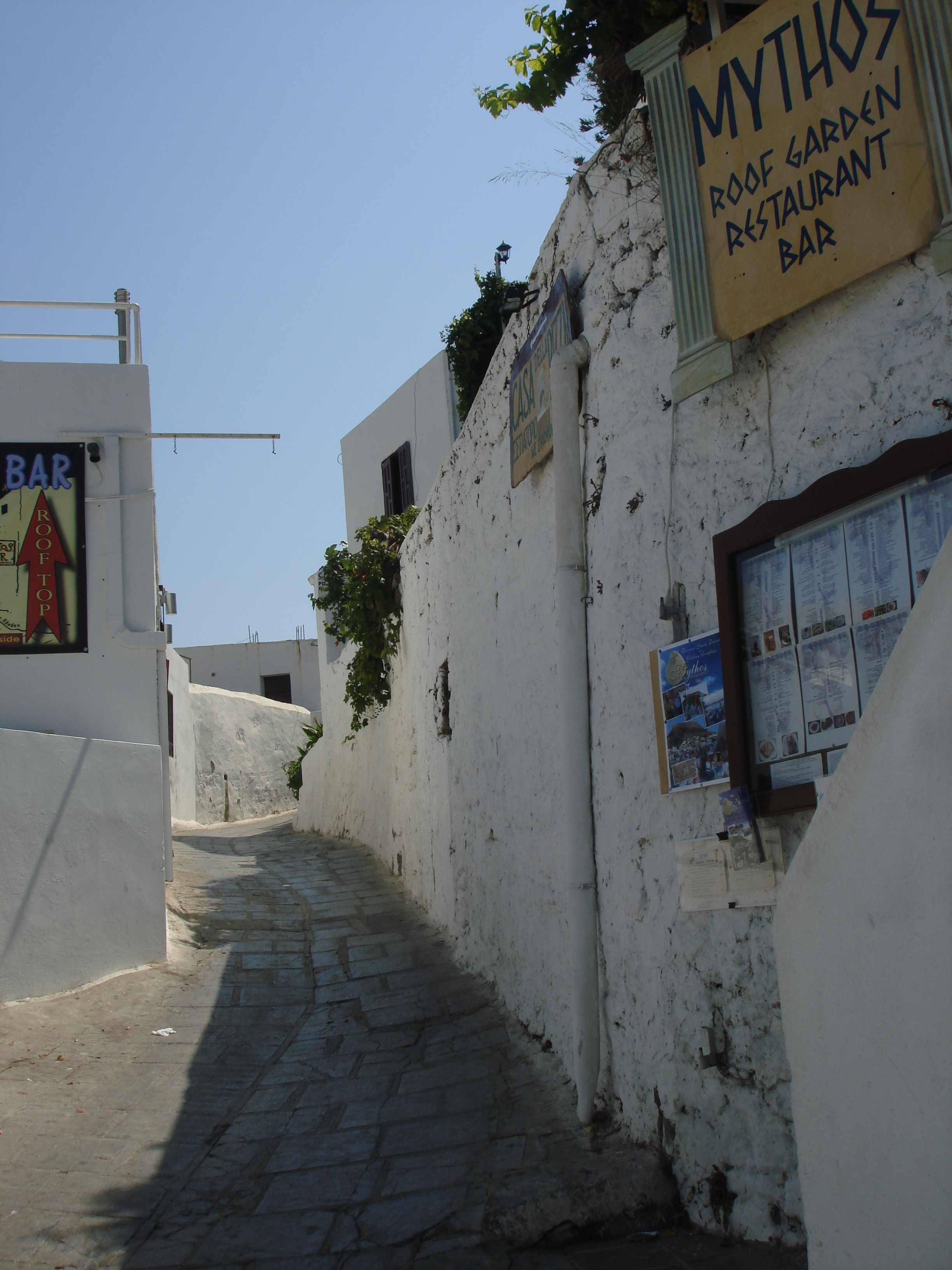
Wiodące do twierdzy uliczki
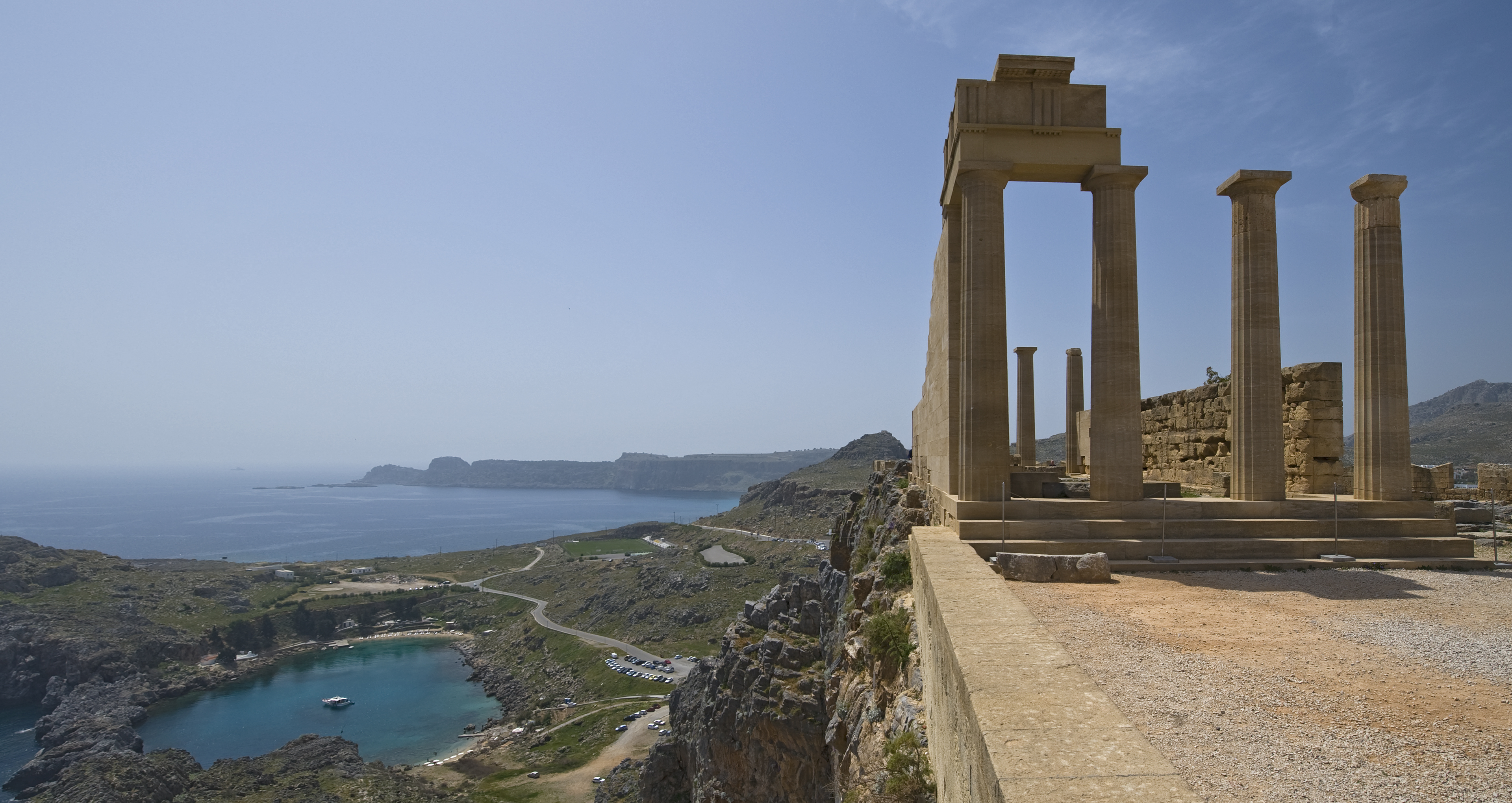
Świątynia Ateny i widok z akropolu, w stronę Zatoki Św. Pawła
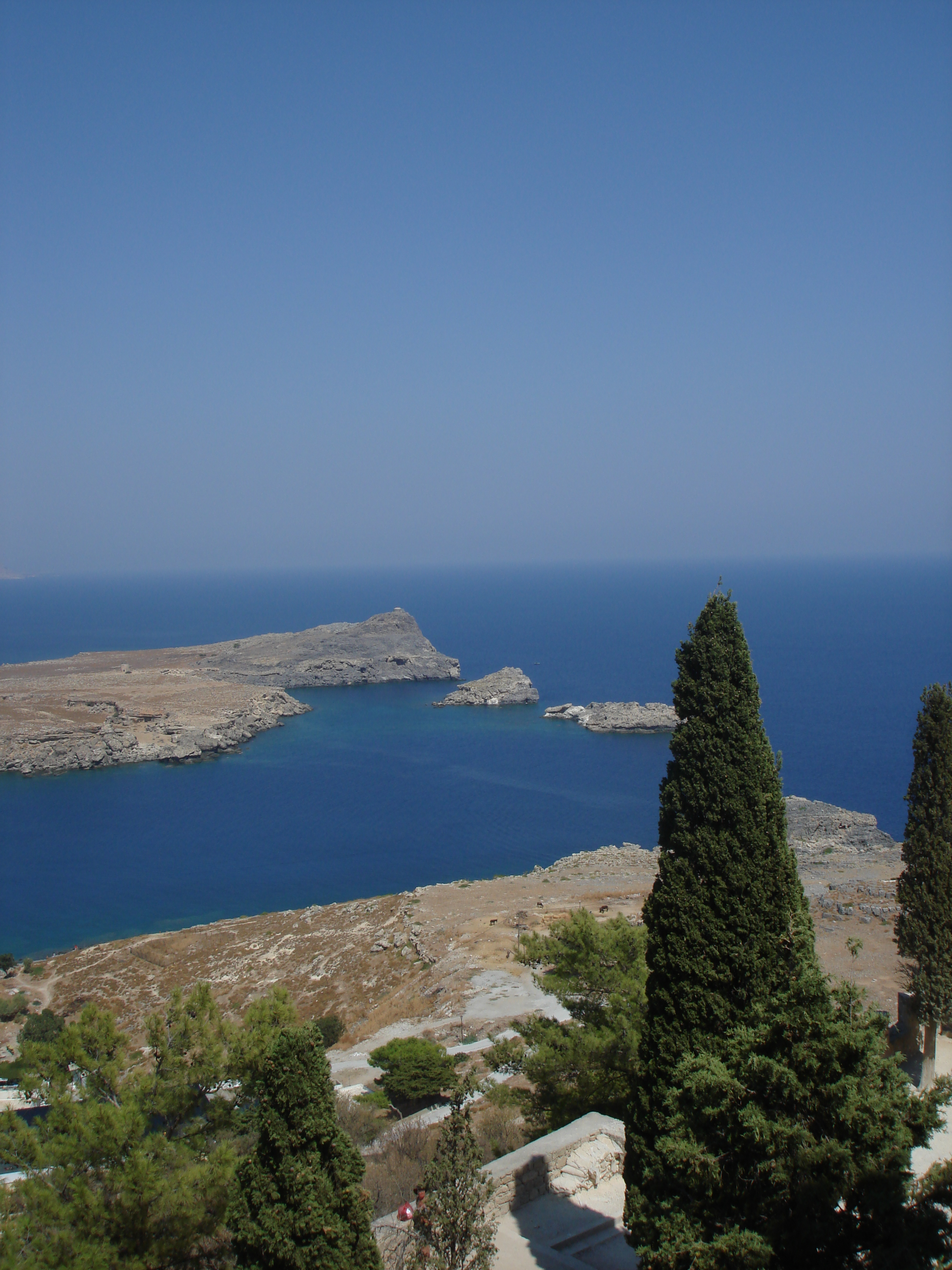
Widok z akropolu na drugą z zatok